# 慎海雄
慎 海雄（しん かいゆう、シェン・ハイシオン、1967年2月 - ）は、中華人民共和国の官僚、政治家。浙江省湖州市出身。現職は中央広播電視総台台長、中国共産党中央宣伝部副部長。広東省党委常委、宣伝部部長、新華社副社長などを歴任した。

## 経歴
1967年2月、浙江省湖州市で生まれる。
1989年に杭州大学（現在の浙江大学）を卒業後、同年、新華社浙江分社に入局。採編室主任、党組成員、常務副総編輯を歴任した。2004年、上海市に転任し、副社長、総編輯、党組成員、社長、党組副書記、党組書記を歴任。2012年、新華社副総編輯、党組成員に昇格。11月には中国経済信息社控股有限公司董事長を兼務する。2014年、新華社の副社長に昇格した。
2015年には広東省党委常委、宣伝部部長に転任する。
2017年10月18日、第19回党大会で候補委員に選ばれた。2018年2月、国家新聞出版広電総局副局長、中国中央電視台（現在の中央広播電視総台）台長に任命。
2021年12月22日、中国新疆出身の有名な女優トン・リーヤーと再婚した噂はネット中に広がっていた。中国のネット上から関連情報を含めて全て削除された。